# Agoraea emendatus
Agoraea emendatus är en fjärilsart som beskrevs av Edwards 1884. Agoraea emendatus ingår i släktet Agoraea och familjen björnspinnare. Inga underarter finns listade i Catalogue of Life.